# Ischiolepta crenata
Ischiolepta crenata – gatunek muchówki z rodziny Sphaeroceridae i podrodziny Sphaerocerinae.
Gatunek ten opisany został w 1838 roku przez Johanna Wilhelma Meigena jako Borborus crenata.
Muchówka o ciele długości od 2,5 do 4 mm. Tułów jej cechuje 6–9 ząbków na tylnym brzegu tarczki, w całości guzkowane sternopleury, a śródplecze błyszczące i guzkowane z wyjątkiem dwóch podłużnych, bardzo krótkich, matowych pasów. W części środkowej śródplecza guzki ustawione są w dwóch rzędach. Użyłkowanie skrzydła charakteryzuje niezakrzywiona ku przodowi żyłka medialna M1+2 oraz komórka analna takiej samej długości jak tylna komórka nasadowa. Przezmianki mają żółtobrązową barwę. Przednia para odnóży ma czarne biodra. Odwłok ma duże hypopygium, a u samicy głęboko wciętą tylną krawędź piątego tergitu.
Owad znany z Wielkiej Brytanii, Niemiec, Szwecji, Norwegii, Szwajcarii, Włoch, Polski, Czech i Słowacji.